# سورما بوپالی
سورما بوپالی (به هندی: Soorma Bhopali) فیلمی محصول سال ۱۹۸۸ و به کارگردانی جاگدیپ است. در این فیلم بازیگرانی همچون جاگدیپ، درمندرا، آمیتاب باچان، ریکا، دنی دنزونگپا، آریونا ایرانی، رانجیت، قادرخان ایفای نقش کرده‌اند.